# SkyShowtime 1
A SkyShowtime 1 a SkyShowtime elsőszámú lineáris csatornája, amely a Paramount Pictures, a DreamWorks, a Showtime és a Peacock legújabb kasszasikereit, exkluzív sorozatait, dokumentumfilmjeit és családi filmjeit vetíti. A csatorna 2024. november 27-én indult a SkyShowtime 2-vel együtt.

## Története
A csatorna az indulása napján, 2024. november 27-én látott napvilágot, amikor a Magyar Telekom bejelentette, hogy először náluk lesz elérhető tévé előfizetésével közös csomagban a “Telekom TV L + SkyShowtime” csomag részeként a SkyShowtime 1 és SkyShowtime 2 prémium televíziós filmcsatorna.